# Atari Teenage Riot
Atari Teenage Riot (аббревиатура ATR; в переводе с англ.  — «Подростковый Бунт Атари») — немецкая группа, играющая в стиле диджитал-хардкор, созданная в Берлине в 1992 г. Тексты песен группы носят политизированный характер. Отличаются остросоциальными анархистскими, антифашистскими или антинацистскими взглядами с вокалом, присущим панк-року и его поджанрам, скримингом и новым техно-саундом, который был назван «цифровым хардкором» — термин, который один из участников группы Алек Эмпайр использовал как название собственного звукозаписывающего лейбла.

## История

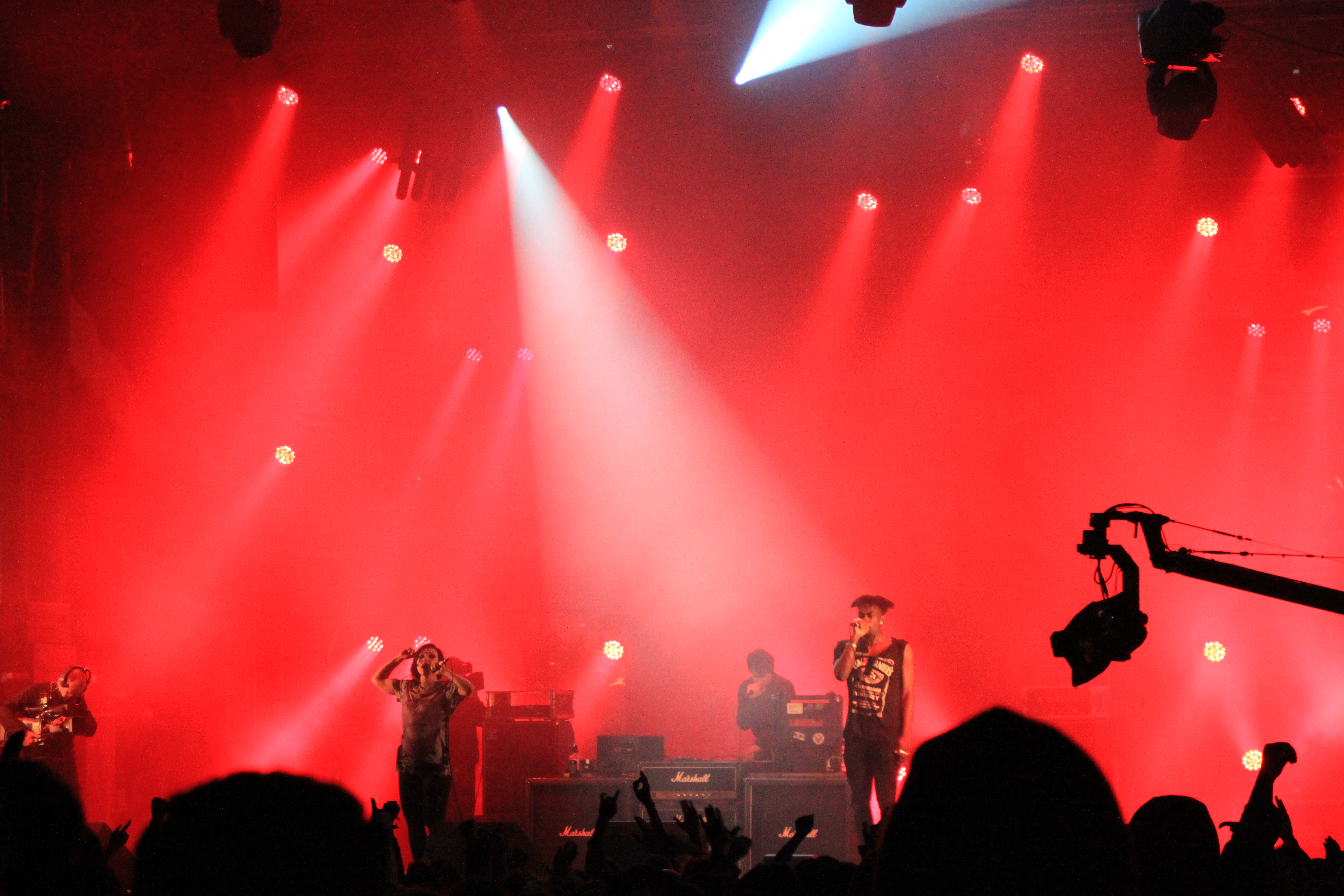
Группа на Hellfest 2013.

Группа была создана в качестве атаки на находящуюся под растущим влиянием неонацизма немецкую техно-сцену и состояла из трёх берлинцев — Алека Эмпайра, Ханин Элиас и MC Карла Крэка. Эмпайр в прошлом занимался развитием сольного панк-рок проекта с момента его основания в 1989. Ранние работы ATR (включая трек «Hetzjagd auf Nazis!» («Охота на нацистов!»), написанный как реакция на поджог нацистами общежития иммигрантов) были окружены дискуссиями в Германии из-за господствующего отношения «на танцполе не место политике».
После подписания контракта с Phonogram Records, большим европейским лейблом, в 1993 г. группа получила необычно большой аванс, который вложила в создание собственного звукозаписывающего лейбла Digital Hardcore Recordings (DHR). ATR никогда не предоставляли коммерчески ценные демозаписи в Phonogram. В 1997 г., во время тура с Беком, к группе присоединилась Ник Эндо, японско-американская нойз артистка. Их концертные выступления в это время характеризовались насилием. Открытый концерт в Берлине 1 мая 1999 г. привёл к аресту всех участников группы за «подстрекательство к насилию». Столкновения между 30-тысячной толпой протестующих и полицией начались на песне "Revolution Action" во время протеста против бомбардировок Югославии (обвинения, впрочем, позже были сняты). В другом инциденте, служащий охраны в Бразилии был, по слухам, госпитализирован после того как Элиас избила его микрофоном. Поклонник группы сказал в интервью, что охранник схватил её за ноги, когда она пыталась прыгнуть в толпу.
В 1999 году ATR выпустили альбом 60 Second Wipe Out. В записи альбома участвовали многие приглашённые артисты, включая нью-йоркских рэперов The Arsonists. По словам Magnet Magazine, «Игра на гитаре Эмпайра — спид-трэш насилие, и в паре с болезненными звуками, издаваемыми Эндо, альбом явно тупее предыдущего».
Группа распалась в 2000 г., и любые шансы на воссоединение были оборваны 6 сентября 2001 г. смертью Карла Крэка, который давно страдал от наркотической зависимости. В июне 2002 г. Ханин Элиас покинула DHR, чтобы создать Fatal Recordings — лейбл, ориентированный исключительно на исполнителей-женщин, так же как и её «дочерний» лейбл Fatal в DHR . Эмпайр продюсировал трек You Suck с её дебютного альбома No Games, No Fun, однако с обложки альбома из списка участников его имя было удалено, положив конец их профессиональному сотрудничеству.
Остальная часть группы продолжает работать вместе. Эндо участвует в создании сольных записей Эмпайра, являясь при этом также важным участником концертного состава группы. 3 июля 2006 г. DHR выпустил Atari Teenage Riot: 1992—2000, собрание самых известных записей группы.

## Реформация
Первая информация о возможном выступлении появилась в октябре 2009 года.
В январе 2010 года было объявлено, что ATR воссоединится для нескольких концертов в Европе. Позднее в этом году, они объявили о дополнительных концертах в Европе, Северной Америке и Азии. В начале марта 2010 года, выпустили новый трек «Activate» с помощью SoundCloud, «Activate» был записан 3 марта 2010 года в Берлине в Hellish Vortex Studios. Женский вокал был предоставлен Эндо.
Группа играла на больших крупных фестивалях по всей Европе в 2010 году.
12 октября 2010 года, Steve Aoki и Dim Mak объявили о выпуске нового полноформатного альбома Is This Hyperreal?
Этот альбом отмечался как конечный протест возраста Google, дело с WikiLeaks, Anonymous, хакерству, свободе интернета привели к подавленной цензуре, государственному надзору, кибер-терроризму и цифровому распаду. Boing Boing блог и Dangerous Minds называли его первым гимном! Клип «Black Flags» назвали полным грязной энергии, которую мы знаем и любим.
Весной 2012 года видео на песню «Black Flags» было номинировано на церемонии MTV Music Awards США в категории «Best Protest Song Of The Year».
Перед концертом в Тель-Авиве (Израиль) в декабре 2016 года ATR использовали Facebook, чтобы заявить о своей оппозиции движению «Бойкот, отказ и санкции», назвав его «механизмом поддержки палестинских террористических групп в их попытках делегитимизировать и в конечном итоге уничтожить Израиль», обвинив Seeds of Peace в продвижении «антиизраильской деятельности» и предложив, что «совместная работа — лучший способ создать лучшее будущее».

## Дискография

### Студийные альбомы
- Delete Yourself! (исходное название «1995») (DHR 1995)
- The Future of War (DHR 1997)
- 60 Second Wipeout (DHR 1999)
- Is This Hyperreal (DHR 2011)
- Reset (Beat Records 2014)

### Сборники
- Burn, Berlin, Burn! (Grand Royal 1997)
- Redefine the Enemy — сборник раритетов и би-сайдов 1992—1999 (DHR 2002)
- Atari Teenage Riot: 1992—2000 (DHR 2006)

### Записи концертных выступлений
- Live in Stuttgart (One-Off Shit Let’s Go!) (DHR 1996)
- Live in Philadelphia Dec. 1997 (DHR 1998)
- Live at Brixton Academy (DHR 1999)

### Синглы и EP
- ATR («Atari Teenage Riot») (Phonogram 1993)
- Kids Are United EP (Phonogram 1993)
- Raver Bashing (вместе с «Together for Never» Алека Эмпайра) (Riot Beats 1994)
- Speed/Midijunkies (DHR 1996)
- Deutschland Has Gotta Die! (Grand Royal 1996)
- Not Your Business EP (Grand Royal 1996)
- Destroy 2000 Years of Culture (Interdord 1997)
- Paranoid (вместе с «Free Satpal Ram» группы «Asian Dub Foundation») (Damaged Goods 1997)
- Sick to Death (DHR 1997)
- Atari Teenage Riot II (DHR 1999)
- Revolution Action EP (DHR 1999)
- Too Dead for Me EP (DHR 1999)
- Rage EP (DHR 2000)
- Activate! (DHR 2010)
- Blood In My Eyes (DHR 2011)
- Black Flags" (DHR 2011)
- Collapse of History Remixes" (DHR 2012)
- Collapse of History" (DHR 2012)